# العصر الهولوسيني

التخطيط البايلوجرافي للبحر الشمالي، 9000 عام خلال فترة الهولوسين المبكرة وبعد انتهاء العصر الجليدي الأخير.

الهولوسيني أو العصر الحديث أو حقبة الهولوسين أو عصر مابعد الجليد (باللاتينية: Holocene)، وهي الفترة الجيولوجية الحالية، والتي بدأت منذ حوالي 11,700 سنة. ويتبع العصر الجليدي الأخير، والذي انتهى بانحسار الجليد الهولوسيني. يشكل كل من الهولوسيني والبليستوسيني السابق العصر الرباعي. الهولوسيني هي فترة بين جليديين ضمن الدورات الجليدية المستمرة في الرباعي، وهي تعادل المرحلة الأولى من النظائر البحرية.
يرتبط الهولوسيني بأقصى ميل محوري أخير نحو شمس انحراف الأرض. يتوافق الهولوسيني مع الانتشار السريع والنمو والتأثيرات التي خلفتها البشرية في جميع أنحاء العالم، تشمل كل تاريخها المكتوب، والثورات التكنولوجية، وتطور الحضارات الكبرى، والتحول الكبير الشامل للحياة الحضرية في الوقت الحاضر. يمكن اعتبار التأثير البشري على الأرض في العصر الحديث وأنظمتها البيئية ذا أهمية عالمية للتطور المستقبلي للأنواع الحية، تشمل أدلة غلاف الأرض الصخري المتزامنة، أو أدلة غلاف الأرض المائي والغلاف الجوي للتأثير البشري مؤخرًا. في يوليو 2018، قسم الاتحاد الدولي للعلوم الجيولوجية الهولوسيني إلى ثلاثة أحيان مميزة حسب المناخ (حسب اقتراح اللجنة الدولية للطبقات):
- الغرينلاندي (منذ 11700 سنة إلى 8200 سنة)، تميز بالاحترار الذي أعقب العصر الجليدي السابق.
- النورثغريبي (منذ 8200 سنة إلى 4200 سنة)، تميز بالتبريد الهائل بسبب اضطراب في الدورة المحيطية بسبب ذوبان المجلدات.
- الميغالايي (منذ 4200 سنة حتى الوقت الحاضر)، بدأ بجفاف شديد استمر حوالي 200 عام.[6]

## التسمية
تتكون كلمة الهولوسيني من كلمتين من اللغة الإغريقية. (holos = ὅλος = كامل) و (kainos = καινός = جديد). المفهوم هو أن هذه الفترة "جديدة تمامًا". وتستخدم اللاحقة "-cene" لجميع الفترات السبعة لحقبة الحياة الحديثة.

## لمحة عامة
لقد حددت اللجنة الدولية للطبقات بداية الهولوسيني قبل عام 2000 ميلادي بحوالي 11,700 سنة (11,650 سنة كربونية مشعة قبل الحاضر، أو 9,700 حقبة قبل العامة). وتعتبر "اللجنة الفرعية لطبقات العصر الرباعي" مصطلح "حديث" طريقة غير صحيحة للإشارة إلى الهولوسيني، مفضلة مصطلح "عصريّ" بدلاً من ذلك لوصف العمليات الحالية. كما لاحظت أن مصطلح "الفلاندري" قد يستخدم كمرادف للهولوسيني، بالرغم من أنه أصبح قديمًا. ومع ذلك، فإن اللجنة الدولية للطبقات اعتبرت الهولوسيني فترة تلي البليستوسيني وبشكل خاص تلي العصر الجليدي الأخير.
يمكن تقسيم الهولوسيني إلى خمس فترات أو نطاقات زمنية، حسب التقلبات المناخية:[بحاجة لتحديث]
- ما قبل البوريال (10.3 – 9 ألف سنة قبل الحاضر)
- البوريال (9 – 7.5 ألف سنة)
- الأطلنطي (7.5 – 5 ألف سنة)
- تحت البوريال (5 – 2.5 ألف سنة)
- تحت الأطلنطي (2.5 ألف سنة–الآن)

يدرس الجيولوجيون العاملون في المناطق المختلفة مستويات سطح البحر ومستنقعات الخث والعينات الجليدية باستخدام مجموعة متنوعة من الأساليب بهدف التحقق من تسلسل بليت-سيرناندر وتحسينه بشكل أكبر. تم تحديد هذا التصنيف للفترات المناخية في البداية من خلال بقايا النباتات في طحالب المستنقع. بالرغم من الاعتقاد بأن الطريقة كانت ذات أهمية قليلة، استنادًا إلى تأريخ الخث باستخدام الكربون 14 والذي كان متباين مع النطاقات الزمنية المزعومة، فقد وجد المحققون توافقا عامًا من خلال أوراسيا وأمريكا الشمالية. تم تحديد مخطط لشمال أوروبا، ولكن تم الادعاء بأن التغيرات المناخية قد حدثت على نطاق أوسع. وتتضمن فترات المخطط بعض التذبذبات النهائية قبل الهولوسيني في الفترة الجليدية الأخيرة ثم تم تصنيف مناخات عصر ما قبل التاريخ الأكثر حداثة.
لم يحدد علماء الأحافير أي مرحلة حيوانية للهولوسيني. فإذا كان التقسيم ضروريًا، فعادةً ما يتم استخدام فترات التطور التكنولوجي البشري، مثل العصر الحجري المتوسط والعصر الحجري الحديث والعصر البرونزي. ومع ذلك، فإن الفترات الزمنية التي تشير إليها هذه المصطلحات تختلف باختلاف ظهور التقنيات في أجزاء مختلفة من العالم.
وقد تجادل بعض العلماء عن الفترة الثالثة من العصر الرباعي، وهي فترة الأنثروبوسين، وقد بدأت الآن. وقد استُخدم هذا المصطلح للإشارة للفترة الزمنية الحالية التي تغير فيها العديد من الظروف والعمليات الجيولوجية المهمة بشكل عميق بسبب الأنشطة البشرية. لم تكن فترة الأنثروبوسين (مصطلح صاغه كل من بول كروتزن ويوجين ستورمر في عام 2000) وحدة جيولوجية محددة رسميًا، وقد شكلت "اللجنة الفرعية لطبقات العصر الرباعي" (SQS) التابعة للجنة الدولية للطبقات (ICS) مجموعة عمل لتحديد ما إذا كان ينبغي أن يطلق هذا المصطلح. في مايو 2019، صوت أعضاء مجموعة العمل لصالح الاعتراف بفترة الأنثروبوسين كوحدة زمن-طبقية رسمية، مع إشارات طبقية تعود إلى منتصف القرن العشرين الميلادي كأساس لها. كان من المقرر تحديد المعايير الدقيقة، وبعد ذلك لابد من موافقة الجهاز الأصلي لمجموعة العمل (في النهاية الاتحاد الدولي للعلوم الجيولوجية) على التوصية. في مارس 2024، وبعد 15 سنة من المشاورات، تم رفض اقتراح مجموعة العمل بشأن فترة الأنثروبوسين بهامش كبير من قبل "اللجنة الفرعية لطبقات العصر الرباعي"، ويرجع ذلك إلى حد كبير إلى سجله الرسوبي الضحل وتاريخ البدء المقترح الأخير. وقد أكدت لاحقا وبشكل رسمي كل من "اللجنة الدولية للطبقات" و"اللجنة الدولية للعلوم والاتحاد الدولي للعلوم الجيولوجية" بتصويت شبه إجماعي، رفض اقتراح مجموعة العمل بشأن فترة الأنثروبوسين لإدراجه في المقياس الزمني الجيولوجي.

## الجيولوجيا
الهولوسيني فترة جيولوجية تأتي بعد فترة البلستوسيني مباشرة. وتقل حركات القارات بسبب الصفائح التكتونية عن كيلومتر واحد كل 10,000 عام فقط. ومع ذلك، فإن ذوبان الجليد يسبب ارتفاع مستويات سطح البحر في العالم بنحو 35 مترًا في بداية الهولوسيني و30 مترًا أخرى في نهايته. بالإضافة إلى ذلك، تعرضت العديد من المناطق فوق 40 درجة شمال خط العرض لانخفاض حاد بسبب ثقل الجليد في العصر البلستوسيني وارتفعت بما يصل إلى 180 مترًا بسبب الارتداد بعد الجليدي خلال أواخر البلستوسيني والهولوسيني، وما زالت ترتفع حتى اليوم.
سمح ارتفاع مستوى سطح البحر وانخفاض الأرض المؤقت بتوغلات بحرية مؤقتة في مناطق بعيدة الآن عن البحر. على سبيل المثال، تم العثور على أحافير بحرية من فترة الهولوسيني في مواقع مثل فيرمونت وميشيغان في الولايات المتحدة. بخلاف التوغلات البحرية المؤقتة في خطوط العرض الأعلى المرتبطة بالانخفاض الجليدي، تم العثور على أحافير الهولوسيني بشكل أساسي في رواسب قاع البحيرات والسهول الفيضية والكهوف. تعد الرواسب البحرية الهولوسينية على طول السواحل ذات خطوط العرض المنخفضة نادرة لأن ارتفاع مستوى سطح البحر خلال تلك الفترة يتجاوز أي ارتفاع تكتوني محتمل من أصل غير جليدي.[بحاجة لمصدر]
أدى ارتداد مابعد الجليدي في المنطقة الاسكندنافية إلى انكماش بحر البلطيق. واستمرت المنطقة بالارتفاع، مما تتسبب في حدوث زلازل ضعيفة في جميع أنحاء شمال أوروبا. وكان الحدث المماثل في أمريكا الشمالية هو ارتداد خليج هدسون، حيث انكمش من مرحلة بحر تايريل ما بعد الجليدي مباشرةً والأكبر حجمًا، حتى أصبح بحدوده الحالية.

## المناخ

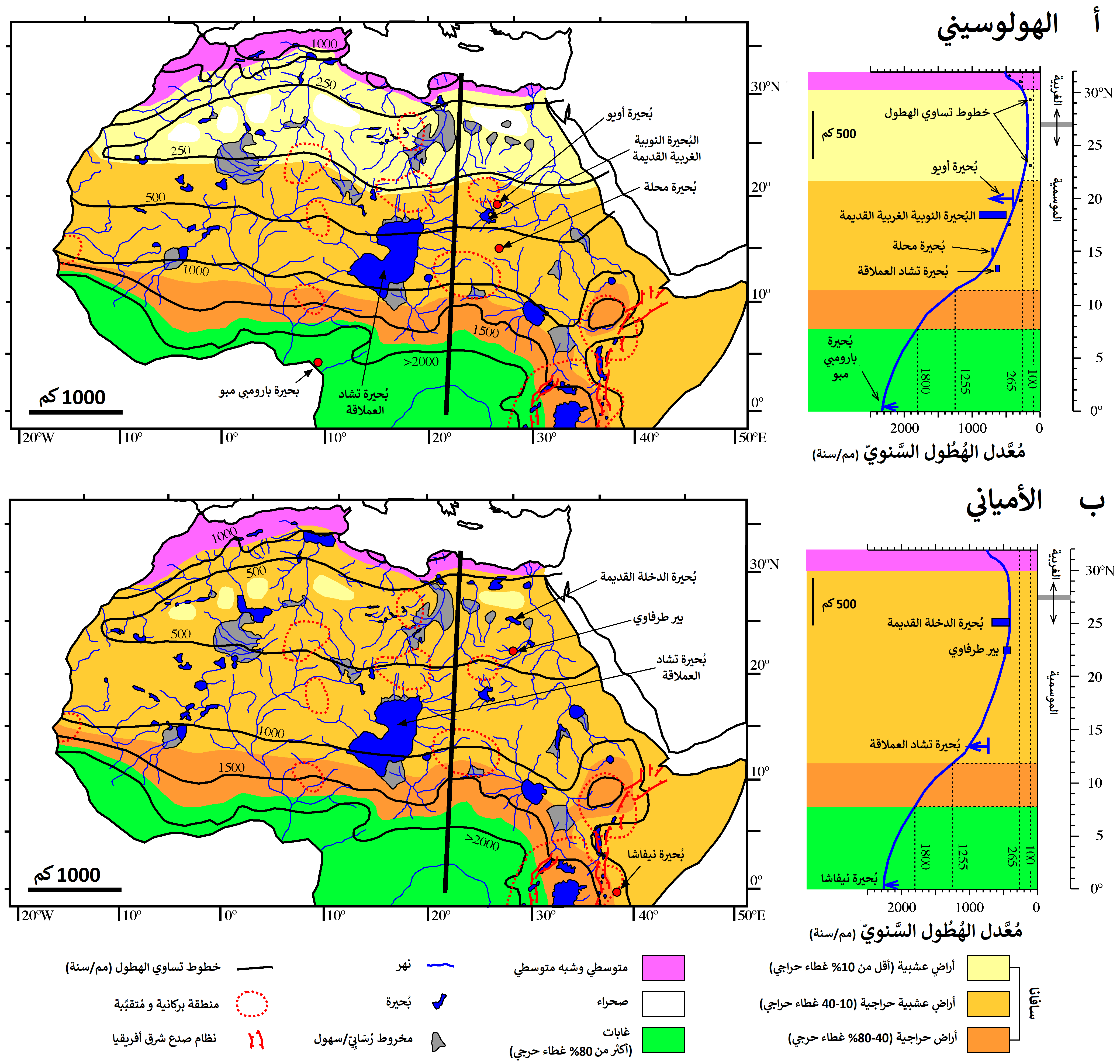
الغطاء النباتي والمسطحات المائية في العصر الإمياني (أسفل) الهولوسيني (أعلى)

لقد أظهر المناخ طوال فترة الهولوسيني تقلبات كبيرة رغم أن سجلات عينات لب الجليد من جرينلاند تشير إلى مناخ أكثر استقرارًا بعد العصر الجليدي السابق. كانت التدفقات الكيميائية البحرية خلال الهولوسيني أقل مما كانت عليه خلال درياس الأصغر، ولكنها لا تزال كبيرة بما يكفي للإشارة إلى تغييرات ملحوظة في المناخ.
إلى حد كبير يشكل المدى الزمني والمكاني لتغير المناخ خلال الهولوسيني مجالاً من عدم اليقين، مؤخراً تم اقتراح أن التأثير الإشعاعي هو أصل الدورات التي تم تحديدها في منطقة شمال الأطلسي. لقد تم رصد الدورة المناخية خلال الهولوسيني (أحداث بوند) في البيئات البحرية أو بالقرب منها، وهي خاضعة لسيطرة قوية من خلال المدخلات الجليدية في شمال الأطلسي. ودوريات الحدث التي تبلغ ≈2500 و≈1500 و≈1000 عادة ما يتم رصدها في شمال الأطلسي. وفي الوقت نفسه، تكشف التحليلات الطيفية للسجل القاري، والتي هي بعيدة عن التأثير المحيطي، عن فترات زمنية مستمرة تبلغ 1,000 و500 عام والتي قد تتوافق مع تغيرات النشاط الشمسي خلال الهولوسيني. ربما كانت الدورة التي تبلغ 1,500 عام والتي تتوافق مع الدورة المحيطية في شمال الأطلسي منتشرة على نطاق واسع في العالم في أواخر الهولوسيني. من 8,500 إلى 6,700 قبل الحاضر، كانت تقلبات المناخ في شمال الأطلسي متذبذبة وغير منتظمة بسبب الاضطرابات الناجمة عن تدفق كميات كبيرة من الجليد في المحيط من انهيار غطاء لورينتيد الجليدي . تشير سجلات لب الجليد في جرينلاند إلى أن التغيرات المناخية أصبحت أكثر إقليمية وكان لها تأثير أكبر على خطوط العرض المتوسطة إلى المنخفضة وخطوط العرض المتوسطة إلى المرتفعة بعد حوالي 5,600 قبل الحاضر.
كان للنشاط البشري من خلال استخدام الأراضي في العصر الحجري الأوسط تأثيرات بيئية كبيرة؛ وكان له تأثير مهم على التغيرات المناخية في الهولوسيني، ويُعتقد أنه السبب وراء كون الهولوسيني فترة جليدية شاذة ولم تشهد تبريدًا كبيرًا على مدار مسارها. منذ بداية الثورة الصناعية وصاعدًا تسببت انبعاثات الغازات الدفيئة البشرية في ارتفاع درجة حرارة الأرض. على نحو مماثل، فقد تسببت التغيرات المناخية في تغيرات كبيرة في الحضارة البشرية على مدار الهولوسيني.
خلال فترة الانتقال من آخر عصر جليدي إلى الهولوسيني، بدأ انعكاس برودة هويلمو-ماسكاردي في نصف الأرض الجنوبي قبل درياس الأصغر، وتدفقت أقصى درجات الدفء من الجنوب إلى الشمال منذ 11,000 إلى 7,000 عام. ويبدو أن هذا كان متأثرًا بالجليد المتبقي في نصف الأرض الشمالي حتى تاريخ لاحق.[بحاجة لمصدر] وكانت المرحلة الرئيسية الأولى لمناخ الهولوسيني هي مرحلة ما قبل البوريال. وفي بداية مرحلة "ما قبل البوريال" حدثت مرحلة تذبذب ما قبل البوريال (PBO). كانت فترة الذروة المناخية للهولوسيني (HCO) فترة من الاحترار في جميع أنحاء العالم ولكنها لم تكن متزامنة وموحدة عالميًا. بعد فترة "مناخ الهولوسيني الأمثل"، دخل المناخ العالمي برودة تدريجية واسعة النطاق عرفت باسم التجلد الجديد، والذي استمر من نهاية "مناخ الهولوسيني الأمثل" حتى ما قبل الثورة الصناعية. كان المناخ من القرن العاشر إلى القرن الرابع عشر مشابهًا لمناخ العصر الحديث خلال فترة تُعرف باسم الحقبة القروسطية الدافئة (MWP)، والمعروفة أيضًا باسم "مناخ القروسطية الأمثل" (MCO). تبين أن الاحترار الذي يحدث في السنوات الحالية أكثر تواترًا وأكثر تجانسًا مكانيًا مما حدث خلال "الحقبة القروسطية الدافئة". أرتفعت درجة الحرارة بمقدار +1 درجة مئوية بمعدل 5 إلى 40 مرة أكثر في السنوات الحديثة مقارنة مما حدث خلال "الحقبة القروسطية الدافئة". كان التأثير الرئيسي خلال "الحقبة القروسطية الدافئة" بسبب النشاط الشمسي الكبير، الذي أدى إلى عدم التجانس مقارنة بتأثير الغازات الدفيئة في السنوات الحديثة والتي أدت إلى دفء أكثر تجانسًا. اتى بعد ذلك العصر الجليدي الصغير (LIA) من القرن الثالث عشر أو الرابع عشر وحتى منتصف القرن التاسع عشر. وكانت فترة العصر الجليدي الصغير أبرد فترة زمنية خلال الألفي عام الماضية. في أعقاب الثورة الصناعية، أصبحت فترات الدفء العشرية أكثر شيوعًا مقارنة بما كانت عليه قبل ذلك بسبب الغازات الدفيئة الناجمة عن أنشطة الإنسان، مما أدى إلى ارتفاع تدريجي في درجة حرارة الأرض. وفي أواخر القرن العشرين، حل التأثير البشري محل التغيرات في النشاط الشمسي كمحرك مهيمن لتغير المناخ، على الرغم من استمرار النشاط الشمسي في لعب دور.

### الشرق الأوسط
في الشرق الأوسط، كان مناخ الهولوسيني أكثر دفئًا ورطوبة، على النقيض كان المناخ في درياس الأصغر الذي سبقه الجاف والبارد. وقد شهد الهولوسيني المبكر ظهور الزراعة وانتشارها في الهلال الخصيب حيث تم تدجين الأغنام والماعز والأبقار، بالإضافة إلى الحبوب، مثل القمح والشعير والبقوليات والتي انتشرت لاحقًا في معظم أنحاء العالم. تضمنت "ثورة العصر الحجري الحديث" والتي تأثرت على الأرجح بالتغيرات المناخية في الهولوسيني، زيادة في التحضر والاستقرار، مما أدى في النهاية إلى ظهور أول مجتمعات دولة واسعة النطاق في العالم في بلاد ما بين النهرين ومصر.
خلال الهولوسين الأوسط، تحرك نطاق التقارب بين المدارين الذي يحكم تدفق الأمطار الموسمية عبر شبه الجزيرة العربية جنوبًا، مما أدى إلى زيادة الجفاف. وخلال الفترة من الهولوسين الأوسط وحتى أواخره انحسر ساحل المشرق والخليج العربي، الذي أدى إلى تحول في أنماط الاستيطان البشري بعد هذا التراجع البحري.

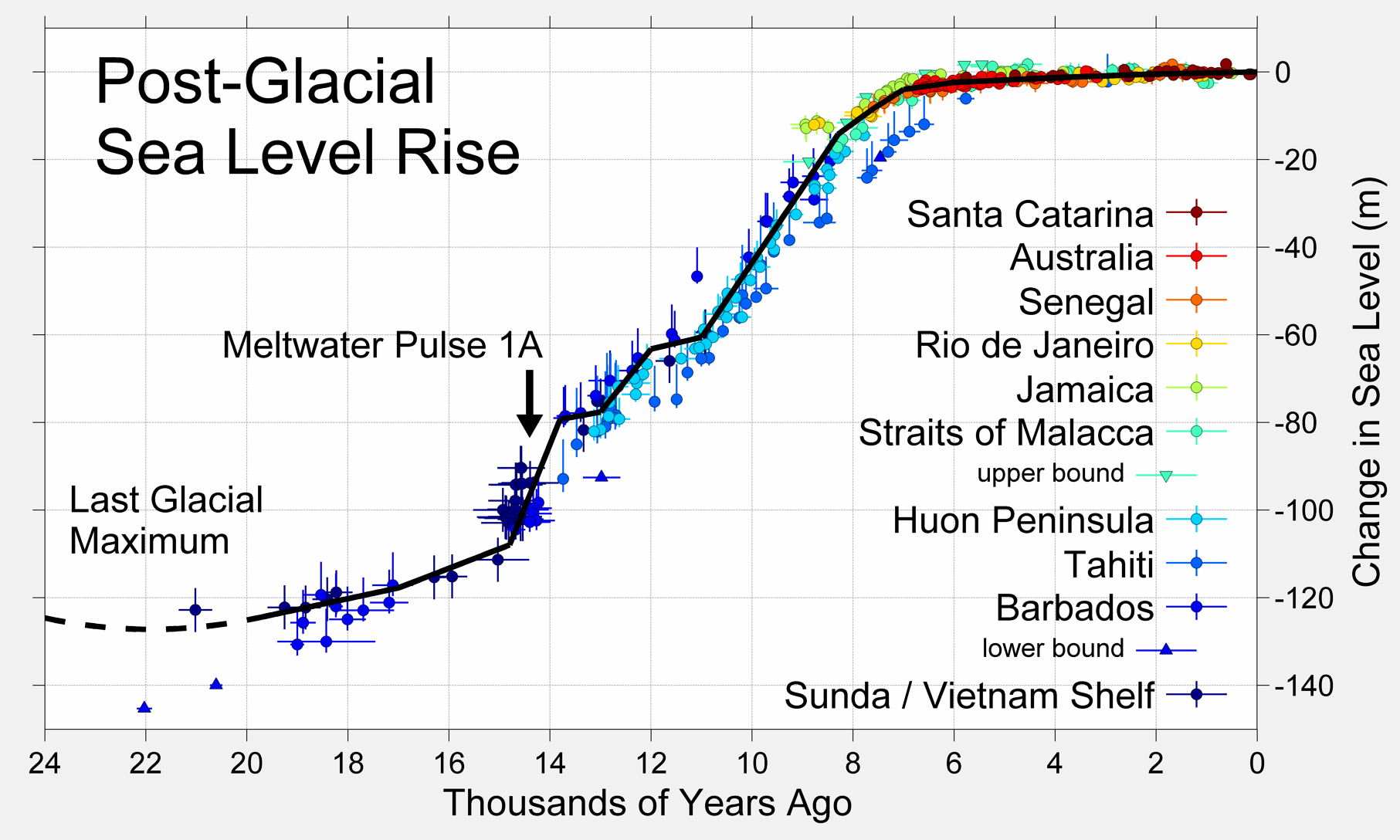
مستوى سطح البحر ما بعد الجليدي

في السعودية شهدت منطقة جبه بصحراء النفوذ وصحراء الربع الخالي والمندفن سلسلة متتابعة من البحيرات وكانت ذروتها ما بين 10,000 و 6,000 سنة قبل الآن وكان هذا العهد رطبا ومطيرا لكنه لم يكن أكثر من البليستوسيني، وابتدأت زيادة تكون الرمال والظروف المناخية الشديدة الحرارة والجفاف وارتفاع في تكوين الكثبان الرملية في الربع الخالي وصحراء الدهناء والجافورة، وجفت بحيرات الربع الخالي وتكونت رواسبها في أماكن كثيرة وكانت القطع الصوانية المهذبة لتلك العصور الحجرية متزامنة لفترات تلك البحيرات، كما ساعدت الفترات المطيرة في مراحلها المتعددة على ملء مستودعات المياه الجوفية وتفجير الينابيع والعيون بالمنطقة الشرقية في واحة الأحساء والقطيف ويبرين وواحات وادي المياه ولم يكن هذا التصحر ظاهرة محلية في الهولوسيني إنما كانت ظاهرة تصحر عالمية فكانت في الهند وشمال أفريقيا وأستراليا ولقد تخللت فترات الجفاف هذه فترات قصيرة رطبة ومطيرة أيضا.

### إفريقيا
كانت شمال إفريقيا، التي يغلبها الصحراء الكبرى في الوقت الحالي، عبارة عن سافانا تتخللها بحيرات كبيرة خلال الهولوسين المبكر والأوسط، والتي عرفت إقليميًا باسم الحقبة الإفريقية الرطبة (AHP). أدت هجرة نطاق التقارب بين المدارين (ITCZ) شمالًا إلى زيادة هطول الأمطار الموسمية على شمال إفريقيا. وقد أدت النباتات الكثيفة في الصحراء الكبرى إلى الزيادة في الرعي. انتهت "الحقبة الإفريقية الرطبة" قبل حوالي 5,500 عام، وبعد ذلك بدأت الصحراء الكبرى تجف وتتحول إلى صحراء كما هي عليه اليوم.
في شرق إفريقيا أدى الارتفاع القوي للرياح الموسمية خلال الهولوسيني الأوسط إلى زيادة هطول الأمطار ورفع منسوب مياه البحيرات. في عام 800 ميلادي أو قبل 1,150 عام تقريبا، حدث تجاوز بحري في جنوب شرق إفريقيا؛ في حوض بحيرة لونغي، وقد حدث هذا الارتفاع في مستوى سطح البحر بين عامي 740 و910 ميلادي، أو بين 1,210 و1,040 قبل الحاضر، كما يتضح من اتصال البحيرة بالمحيط الهندي في ذلك الوقت. أعقب هذا التجاوز فترة انتقالية استمرت حتى عام 590 قبل الحاضر، عندما شهدت المنطقة جفافًا كبيرًا عندما بدأ البشر استخدامها بشكل واسع لرعي الماشية.
في صحراء كلهاري، كان مناخ الهولوسيني مستقرًا جدًا بشكل عام، وكان التغير البيئي محدودًا. سادت الظروف الباردة نسبيًا قبل 4,000 عام.

### أوروبا

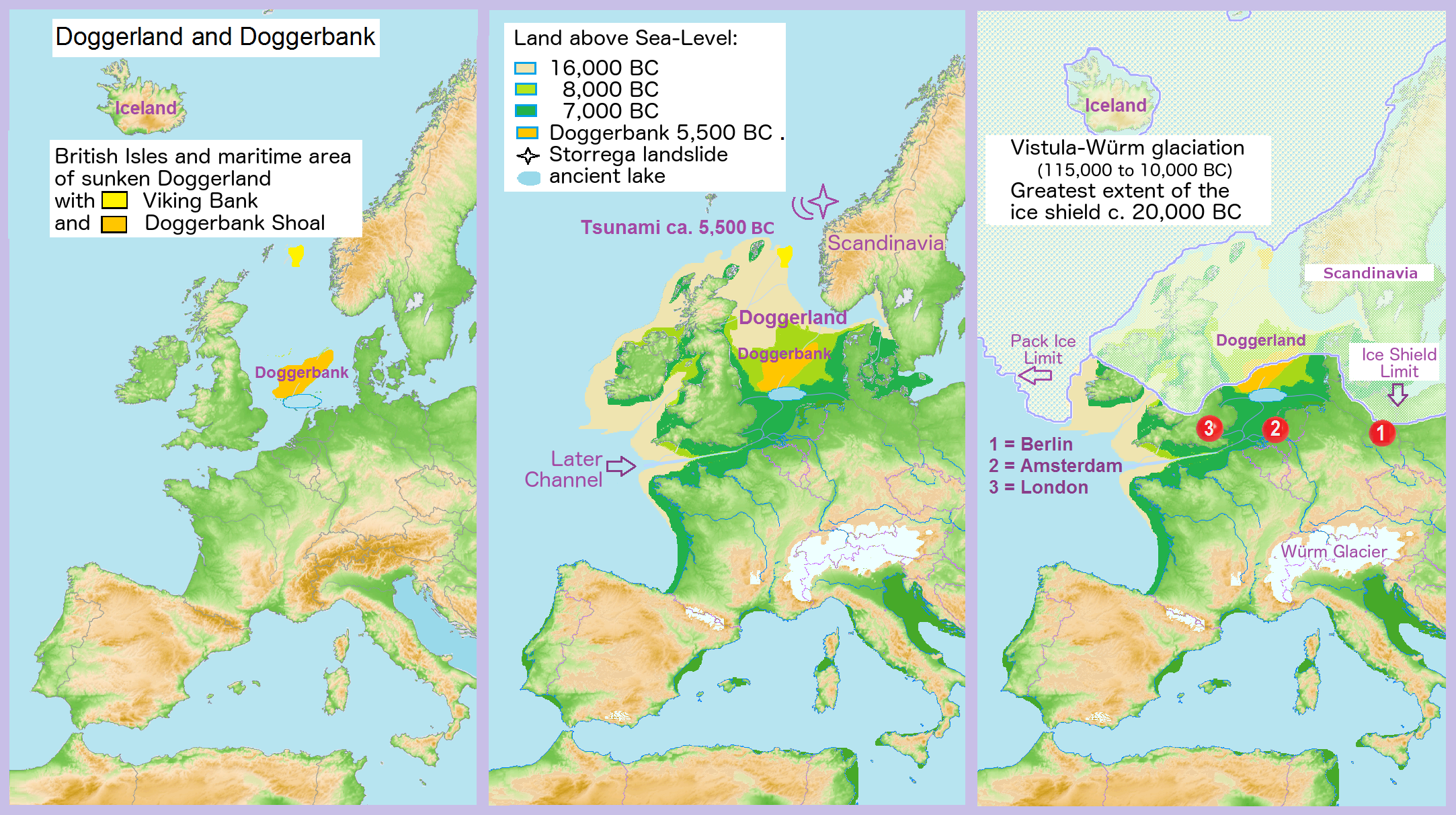
الساحل الأوروبي: العصر الحديث (يسار)، خلال الهولوسيني المبكر (وسط) وخلال العصر الجليدي الأقصى الأخير (يمين).

ذاب مثلجة درانجايوكول في أقصى شمال آيسلندا، بعد فترة وجيزة من 9,200 سنة مضت. في شمال ألمانيا، شهد الهولوسيني الأوسط زيادة هائلة في كمية المخثات المرتفعة، ويرجع ذلك على الأرجح إلى ارتفاع مستوى سطح البحر. رغم أن النشاط البشري قد أثر على شكل الأرض وتطور المناظر الطبيعية في شمال ألمانيا طوال الهولوسيني، إلا أنه لم يصبح تأثيرًا قويا إلا في القرون الأربعة الماضية. في جبال الألب الفرنسية، بينت الكيمياء الجيولوجية وبصمات نظائر الليثيوم في رواسب البحيرات إلى تشكل تدريجي للتربة من العصر الجليدي الأخير حتى الذروة المناخية للهولوسيني، وقد تأثر هذا التطور بالاستعمار البشري. أدت الأنشطة البشرية المبكرة، مثل إزالة الغابات والزراعة، إلى تعزيز تآكل التربة، الذي بلغ ذروته في العصور الوسطى بمستوى غير مسبوق، مما جعل التدخل البشري العامل المؤثر الأقوى على العمليات السطحية. يشير السجل الرسوبي من بحيرة أيتوليكو إلى أن فصول الشتاء الرطبة سادت محليًا من 210 إلى 160 عامًا مضت، تليها هيمنة الشتاء الجاف من 160 إلى 20 عامًا مضت.

### آسيا

#### آسيا الوسطى
شهدت آسيا الوسطى درجات حرارة شبه جليدية حتى حوالي 8,000 سنة مضت، عندما انهار غطاء لورينتيد الجليدي. في منطقة شينجيانغ الأويغورية، أدى ارتفاع درجات الحرارة طويل الأمد في الهولوسيني إلى زيادة إمدادات المياه الذائبة خلال فصول الصيف، مما أدى إلى تكوين بحيرات وواحات كبيرة بارتفاعات منخفضة، وحفز تدوير الرطوبة. في تيان شان، تشير الأدلة الرسوبية من بحيرة سوان إلى أن الفترة ما بين 8,500 و6,900 سنة مضت كانت دافئة نسبيًا، مع كثرة نباتات مروج السهوب. يشير ارتفاع أعداد نباتات السعدية من الفترة ما بين 6,900 إلى 2,600 سنة مضت إلى تبريد وترطيب مناخ "تيان شان"، والتي تخللته فترة دافئة بين 5,500 و4,500 سنة مضت. ,بعد 2,600 سنة مضت، ساد مناخ السهوب الجبلية جميع أنحاء المنطقة. يُظهر تطورت الكثبان الرملية في حوض "بايانبولاك" بالصين أن المنطقة كانت جافة جدًا منذ بداية الهولوسيني وحتى حوالي 6,500 سنة مضت، حين بدأت فترة الرطوبة. في هضبة التبت، امتدت الرطوبة المثلى من حوالي 7,500 إلى 5,500 قبل الحاضر. سجل حوض تاريم بداية جفاف كبير منذ حوالي 3,000-2,000 قبل الحاضر.

#### جنوب آسيا
بعد 11,800 سنة مضت، وخاصة ما بين 10,800 و9,200 سنة مضت، شهد إقليم لداخ الهندي زيادة هائلة في الرطوبة بسبب اشتداد الرياح الموسمية الصيفية الهندية (ISM). ومن 9,200 إلى 6,900 سنة مضت، استمر الجفاف النسبي في إقليم "لداخ". وحدثت مرحلة رطبة رئيسية ثانية في "لداخ" من 6,900 إلى 4,800 سنة مضت، وبعدها أصبحت المنطقة قاحلة مرة أخرى.
من عام 900 إلى عام 1,200 بعد الميلاد، خلال "الحقبة القروسطية الدافئة"، كانت الرياح الموسمية الصيفية الهندية قوية مرة أخرى كما أتضح من قيم دلتا-O-18 المنخفضة من سهل الغانج.
سجلت رواسب بحيرة لونار في مهاراشترة ظروفًا جافة منذ حوالي 11,400 قبل الحاضر، ثم تحولت إلى مناخ أكثر رطوبة من 11,400 إلى 11,100 قبل الحاضر بسبب شدة الرياح الموسمية الصيفية الهندية. خلال الهولوسيني المبكر، كانت المنطقة رطبةً جدا، ولكن خلال الهولوسيني الأوسط، من 6,200 إلى 3,900 قبل الحاضر، حدث جفاف، وأصبح الهولوسيني المتأخر الذي تلاه جافًا نوعا ما.
شهدت المناطق الساحلية في جنوب غرب الهند رياح موسمية صيفية هندية أقوى من بين الفترة ما بين 9,690 إلى 7,560 قبل الحاضر، خلال الذروة المناخية للهولوسيني (HCO). من 3,510 إلى 2,550 قبل الحاضر، خلال أواخر الهولوسيني، ضعفت الرياح الموسمية الصيفية الهندية، رغم أن هذا الضعف قد قاطعته فترة زمنية من رياح موسمية صيفية هندية عالية بشكل غير عادي من 3,400 إلى 3,200 قبل الحاضر.

#### شرق آسيا
شهد جنوب غرب الصين ارتفاعًا طويل الأمد في درجات الحرارة خلال الهولوسيني المبكر حتى حوالي 7,000 سنة قبل الحاضر. وقد شهد شمال الصين حالة جفاف مفاجئة منذ حوالي 4,000 سنة. ومنذ حوالي 3,500 إلى 3,000 سنة، شهد شمال شرق الصين فترة تبريد مطولة، ظهرت في تفكك حضارات العصر البرونزي في المنطقة. كانت مناطق شرق وجنوب الصين هي المناطق الموسمية في الصين، وأكثرها رطوبةً مما كانت عليه في الهولوسيني المبكر والأوسط. تشير قيم الكربون العضوي الكلي لبحيرة هوجوانجيان (δ13Cwax و δ13Corg و δ15N) إلى أن فترة ذروة الرطوبة استمرت من 9,200 إلى 1,800 سنة قبل الحاضر، وكانت تُعزى إلى "الرياح الموسمية الصيفية في شرق آسيا" (EASM). تأثرت أحداث التبريد في أواخر الهولوسيني في المنطقة بشكل كبير بالقوة الشمسية، مع الارتبا بموجات البرد الفردية بالحد الأدنى للنشاط الشمسي، كالحد الأدنى لنشاط أورط، وولف، وسبورر، وماوندر. وقد حدثت ظاهرة تبريد ملحوظة في جنوب شرق الصين قبل 3,200 عام. تعززت الرياح الموسمية الشتوية قبل حوالي 5,500 و 4,000 و 2,500 عام. وقد أصبحت المناطق الموسمية في الصين أكثر جفافًا في أواخر الهولوسيني.
وفي بحر اليابان، كان الهولوسيني الأوسط يتميز بدفئه، مع تقلبات منتظمة في درجات الحرارة كل 400-500 و1000 عام.

#### جنوب شرق آسيا
قبل 7,500 سنة مضت، كان خليج تايلاند مكشوفًا فوق مستوى سطح البحر وكان قاحلًا جدا. وحدث تجاوز بحري منذ 7,500 إلى 6,200 سنة مضت وسط ظاهرة الاحتباس الحراري.

## أمريكا الشمالية
خلال الهولوسيني الأوسط، كان غرب أمريكا الشمالية أكثر جفافًا مما هو عليه الآن، مع فصول شتاء أكثر رطوبة وصيف أكثر جفافًا. بعد انتهاء الذروة الحرارية لمناخ الهولوسيني الأمثل حوالي 4,500 قبل الحاضر، ازداد تيار شرق جرينلاند قوة. وقد حدث جفاف عظيم بين 2,800 و 1,850 قبل الحاضر في الحوض العظيم.
شهد شرق أمريكا الشمالية ارتفاعًا مفاجئًا في درجات الحرارة والرطوبة منذ حوالي 10,500 قبل الحاضر، ثم انخفضت من 9,300 إلى 9,100 قبل الحاضر. وشهدت المنطقة رطوبةً طويلة الأمد منذ 5,500 عام، تخللتها فترات من الجفاف الشديد. وقد تزامنت موجة برد شديدة امتدت من 5,500 إلى 4,700 قبل الحاضر مع ارتفاع كبير بالرطوبة، قبل أن تنتهي بجفاف شديد وارتفاع في درجات الحرارة في نهاية تلك الفترة.

## أمريكا الجنوبية
خلال الهولوسيني المبكر، ارتفع مستوى سطح البحر النسبي في منطقة باهيا، مما أدى إلى توسع أشجار المانغروف نحو اليابسة. خلال الهولوسيني المتأخر، تراجعت أشجار المانغروف مع انخفاض مستوى سطح البحر وزيادة إمدادات المياه العذبة. في منطقة سانتا كاتارينا، بلغ أقصى ارتفاع لمستوى سطح البحر حوالي 2.1 متر فوق المستوى الحالي، وحدث ذلك منذ حوالي 5,800 إلى 5,000 سنة مضت. كما كان مستوى سطح البحر في جزيرة روكاس الإستوائية أعلى من مستواه الحالي خلال معظم الهولوسيني المتأخر.

## أستراليا
كانت الرياح الموسمية الصيفية في شمال غرب أستراليا قوية منذ 8,500 إلى 6,400 سنة مضت، ثم منذ 5,000 إلى 4,000 سنة مضت (وربما حتى 3,000 سنة مضت)، ثم منذ 1,300 إلى 900 سنة مضت، مع مراحل ضعيفة بينهما، حيث بدأت المرحلة الضعيفة الحالية منذ حوالي 900 سنة مضت بعد نهاية المرحلة القوية الأخيرة.

## نيوزيلندا
في شرق نيوزيلندا تشير قياسات لب الجليد إلى أن تدرج درجة حرارة سطح البحر (SST) عبر الجبهة الشبه استوائية (STF) كانت حوالي درجتين مئويتين خلال فترة مناخ الهولوسيني الأمثل. وهذا التدرج في درجة الحرارة أقل بكثير من العصر الحديث، والذي يبلغ حوالي 6 درجات مئوية. أكدت دراسة استخدمت خمسة مؤشرات لدرجة حرارة سطح البحر من خط عرض 37 درجة جنوبًا إلى 60 درجة جنوبًا أن التدرج القوي في درجة الحرارة كان محصورًا في المنطقة الواقعة جنوب الجبهة الشبه استوائية مباشرةً، ويرتبط بانخفاض الرياح الغربية بالقرب من نيوزيلندا. منذ 7,100 عام، شهدت نيوزيلندا 53 إعصارًا مماثلًا في قوته لإعصار بولا.

## المحيط الهادي
تشير الأدلة من جزر غالاباغوس إلى أن ظاهرة النينيو والتذبذب الجنوبي (ENSO) كانت أضعف بشكل ملحوظ خلال الهولوسيني الأوسط، ولكنها أصبحت معتدلة إلى عالية خلال الهولوسيني المتأخر.

## التطورات البيئية
كان انقراض أنواع الحيوانات الضخمة الأرضية التي خارج إفريقيا خلال الأربعين ألف عام السابقة (انقراضات الحيوانات الضخمة في أواخر البليستوسيني) على الأرجح نتيجةً لتغير المناخ، أو الصيد البشري، أو كليهما، تشمل إلى أن انقراض أكثر من نصف أنواع الحيوانات الضخمة، أدى إلى تغيّر كبير في النظم البيئية الهولوسينية وتدهورها في أعلى مستوياتها الغذائية مقارنةً ببيئة البليستوسيني السابق. استمرت خسائر الحيوانات الضخمة خلال أوائل ومنتصف العصر الهولوسيني، حيث نجا الأيائل الإيرلندية (Megaloceros giganteus، المعروف أيضًا باسم الغزال العملاق) حتى حوالي 7,700 عام مضت في غرب روسيا، بينما نجا الماموث الصوفي (Mammuthus primigenius) في سيبيريا حتى حوالي 10,000 عام مضت، مع بقاء مجموعة صغيرة منها في جزيرة رانجل حتى حوالي 4,000 عام مضت.
انعزلت النظم البيئية في المناخات الباردة في جميع أنحاء العالم التي كانت إقليمية في "جزر" بيئية أعلى ارتفاعًا.

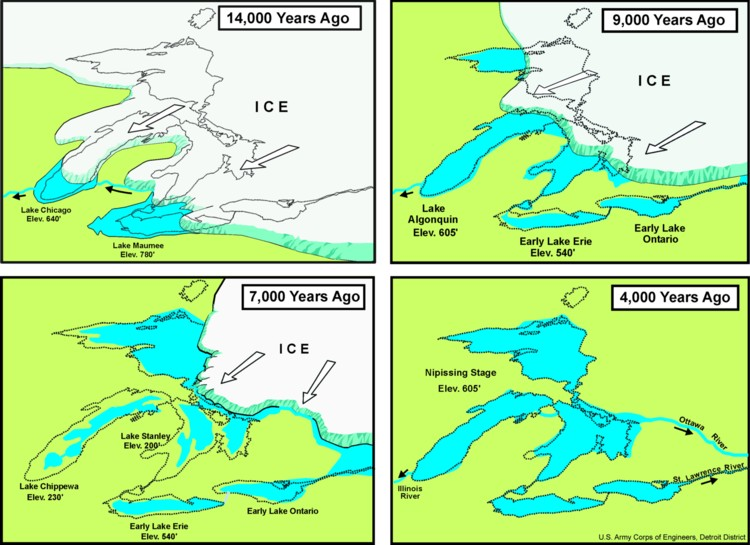
مراحل تطور البحيرات ما قبل الجليدية في منطقة البحيرات العظمى الحالية في أمريكا الشمالية.

يعتبر حدث 8.2 ألف سنة، موجة البرد المفاجئة التي سُجِّلت كتراجع سلبي في سجل Δ18O واستمرت 400 عام، هو الحدث المناخي الأبرز الذي حدث في فترة الهولوسيني، وربما يكون قد مثّل عودة الغطاء الجليدي. يُرجَّح أن هذا الحدث نتج عن الاستنزاف النهائي لبحيرة أغاسيز، التي كانت محصورة بفعل الكتل الجليدية، مما أدى إلى اضطراب الدورة الحرارية الملحية للمحيط الأطلسي. نتج هذا الاضطراب عن انهيار سد جليدي أعلى خليج هدسون، وقد أدى إلى تدفق مياه بحيرة أغاسيز الباردة إلى شمال المحيط الأطلسي. وعلاوة على ذلك، فقد أُظهرت الدراسات أن ذوبان بحيرة أغاسيز أدى إلى ارتفاع مستوى سطح البحر، بالتالي غمرت المناطق الساحلية لأمريكا الشمالية. ثم استُخدم نبات الخث القاعدي لتحديد ارتفاع مستوى سطح البحر المحلي الناتج بمقدار 0.56-0.20 متر في دلتا الميسيسيبي. ومع ذلك، أشارت الأبحاث اللاحقة إلى أن هذا التفريغ ربما كان متراكبا مع فترة أطول من المناخ البارد وقد استمرت لمدة تصل إلى 600 عام.

## التطورات البشرية

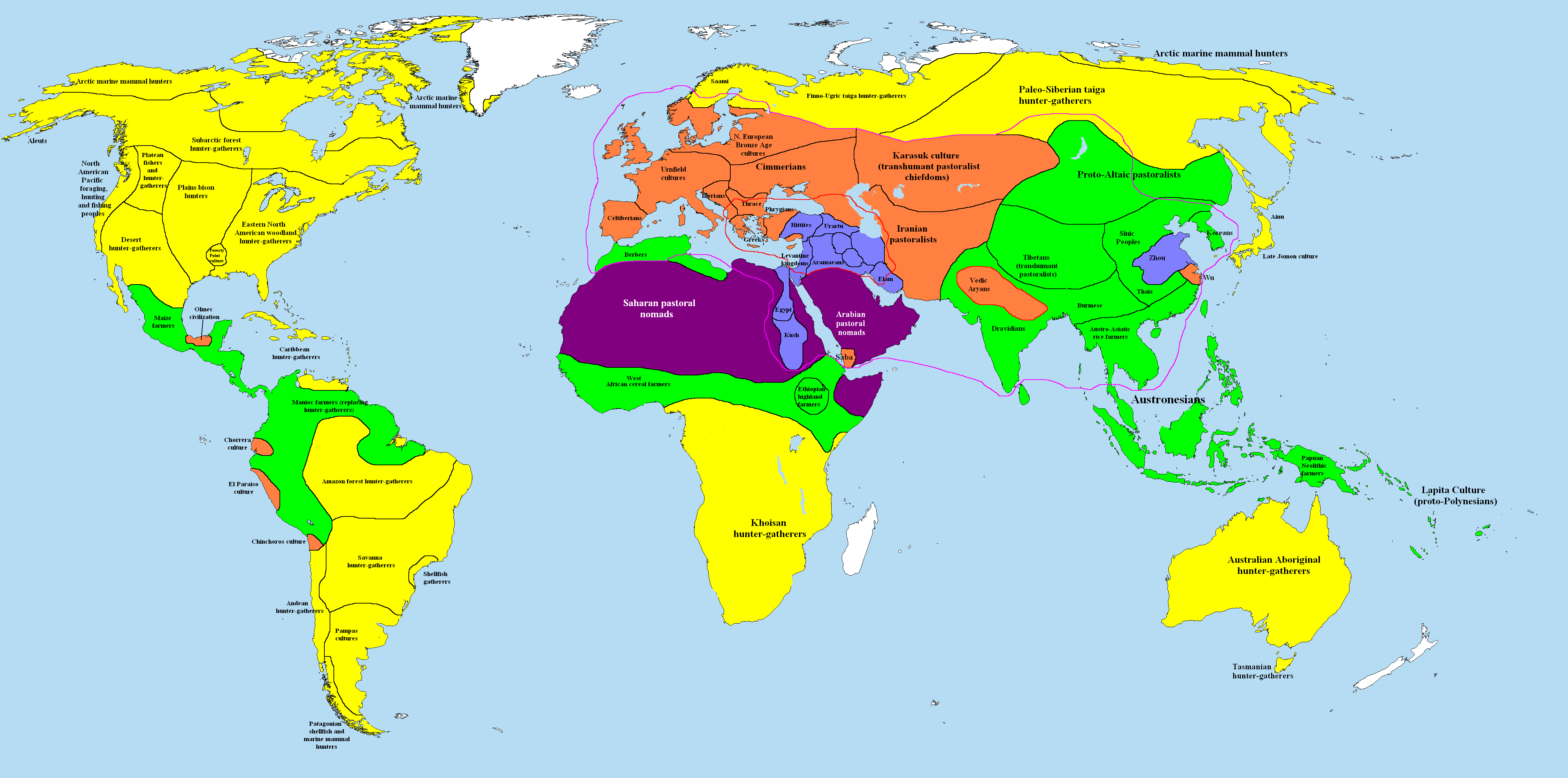
خريطة عامة للعالم في نهاية الألفية الثانية قبل الميلاد، مُرمَّزة بالألوان حسب المرحلة الثقافية:
الصيادون والجامعون (العصر الحجري القديم أو العصر الحجري المتوسط)
الرعاة البدو
المجتمعات الزراعية البسيطة
المجتمعات الزراعية المعقدة (العصر البرونزي للعالم القديم، أولمك، الأنديز)
مجتمع حكومي (الهلال الخصيب، مصر، الصين)

تتوافق بداية فترة الهولوسيني مع بداية العصر الحجري الأوسط في معظم أنحاء أوروبا. أما في مناطق مثل الشرق الأوسط والأناضول، فيُفضّل استخدام مصطلح "العصر الحجري القديم الانتقالي" بدلاً من "العصر الحجري الأوسط"، لأنهما يشيران إلى نفس الفترة الزمنية تقريبًا. تشمل الثقافات خلال هذه الفترة حضارة هامبورغ، وحضارة فيدرميسر، والحضارة النطوفية، التي شهدت أول استيطان لأقدم الأماكن المأهولة التي لا تزال قائمة على الأرض، مثل تل السلطان (أريحا) في الشرق الأوسط. كما توجد أدلة أثرية متطورة على وجود ديانة بدائية في مواقع مثل غوبكلي تبه، تعود إلى الألفية التاسعة قبل الميلاد.
شهدت الفترة السابقة من أواخر العصر البليستوسيني تطورات كالقوس والسهم، مما أدى إلى ظهور أساليب صيد أكثر كفاءة، واستبدال قذف الحراب. أما في الهولوسيني، فقد سمح تدجين النباتات والحيوانات للبشر ببناء قرى وبلدات في مواقع مركزية. تشير البيانات الأثرية إلى أنه بين 10,000 و7,000 سنة مضت، حدث تدجين سريع للنباتات والحيوانات في المناطق الاستوائية وشبه الاستوائية من آسيا وإفريقيا وأمريكا الوسطى. وقد سمح تطور الزراعة للبشر بالانتقال من ثقافات الصيد والجمع البدوية، التي لم تُنشئ مستوطنات ثابتة، إلى نمط حياة مستقر أكثر استدامة. سمح هذا التغيير في نمط الحياة للبشر ببناء مدن وقرى في مواقع مركزية، مما أدى إلى ظهور العالم المعروف اليوم. ويُعتقد أن تدجين النباتات والحيوانات قد بدأ في بداية الهولوسيني في المناطق الاستوائية. نظراً لارتفاع درجات الحرارة والرطوبة في هذه المناطق، إلا أن المناخ قد كان مثالياً للزراعة الفعالة. كما ارتبط تطور الثقافة والتغير السكاني، وخاصةً في أمريكا الجنوبية، بارتفاعات حادة في مناخ المياه، مما أدى إلى تقلبات مناخية في منتصف العصر الهولوسيني (4.2-8.2 ألف سنة قبل الآن). كما سمح تأثير تغير المناخ على الموسمية والرطوبة المتاحة بظروف زراعية إيجابية، مما عزز التنمية البشرية في منطقتي المايا وتيواناكو. في شبه الجزيرة الكورية، عززت التغيرات المناخية طفرة سكانية خلال فترة جلمن الوسطى من 5,500 إلى 5,000 قبل الحاضر، لكنها ساهمت في انخفاض لاحق خلال فترتي جلمن المتأخرة والأخيرة، من 5,000 إلى 4,000 قبل الحاضر، ومن 4,000 إلى 3,500 قبل الحاضر على التوالي.

## الأقسام الفرعية
| العصر   | الفترة       | المرحلة     | أهم الأحداث | البداية (م.س.مضت) |
| ------- | ------------ | ----------- | --- | ----------------- |
| الرباعي | الهولوسيني   | الميغالايي  | - أحداث جيولوجية:حدث 4.2 الف سنة. - أحداث حيوية :التوسع الشعوب الأسترونيزية، زيادة ثاني أكسيد الكربون الصناعي. | 0.0042            |
| الرباعي | الهولوسيني   | النورثغريبي | - أحداث جيولوجية:حدث 8.2 الف سنة، الذروة المناخية للهولوسيني. فيضانات مستوى سطح البحر في دوجرلاند وسوندالاند. الصحراء الكبرى تتحول إلى صحراء. - أحداث حيوية :نهاية العصر الحجري وبداية التاريخ المسجل. أخيرًا توسع البشر في أرخبيل القطب الشمالي وجرينلاند. | 0.0082            |
| الرباعي | الهولوسيني   | الغرينلاندي | - أحداث جيولوجية: يستقر المناخ. - أحداث حيوية : يبدأ الانقراض الحالي بين جليديين والهولوسيني. بداية الزراعة. ينتشر البشر عبر الصحراء الكبرى الرطبة وشبه الجزيرة العربية، وأقصى الشمال، والأمريكيتين (البر الرئيسي ومنطقة الكاريبي).                        | 0.0117 ± 0.000099 |
| الرباعي | البليستوسيني | المتأخر     | أقدم | أقدم              |

## حدث الانقراض
انقراض الهولوسيني، المعروف أيضًا بـ"الانقراض الجماعي السادس" أو "انقراض الأنثروبوسين"، هو حدث انقراض مستمر للأنواع خلال العصر الهولوسيني الحالي (مع الإشارة أحيانًا إلى العصر الأحدث باسم الأنثروبوسين) نتيجة للنشاط البشري. تشمل الانقراضات العديد من فصائل الفطريات، والنباتات، والحيوانات، بما في ذلك الثدييات والطيور والزواحف والبرمائيات والأسماك واللافقاريات. يُعتقد مع التدهور الواسع للموائل ذات التنوع البيولوجي العالي، كالشعاب المرجانية والغابات المطيرة، بالإضافة إلى مناطق أخرى بأن الغالبية العظمى من هذه الانقراضات غير موثقة، لأن الأنواع لم تُكتشف وقت انقراضها، أو لم يكتشف أحد انقراضها بعد. يُقدر معدل انقراض الأنواع الحالي بما يتراوح بين 100 و1,000 مرة أعلى من معدلات الانقراض الطبيعية.

تغيرات درجة الحرارة خلال الهولوسين